# Binotia
Binotia es un género de orquídeas epifitas originarias de Brasil. 

## Descripción
Sobre la morfología, las plantas se asemejan a la vegetación de Gomesa, a pesar de las diferencias presentadas por la inflorescencia de flores más espaciadas, y los detalles de la estructura floral.
Tienen pseudobulbos aplanados, en forma oblonga, bifoliados. Hojas herbáceas, oblongas. Inflorescencia basal, racemose, arqueada, con la duración aproximada de las hojas, pero a veces más tiempo,  muchos ejemplares de flores se abren simultáneamente.
Las flores son estrelladass con sépalo dorsal elíptico-lanceolada; sépalos falciformes, un poco más cerca de la dorsal; pétalos del mismo tamaño que el sépalo dorsal, también falciformes; labio unguiculado, con los bordes soldados a la columna, trilobulado con lóbulos obtusos, la mediana estirada, doblada al lado de su base, con dos callosidades cerca de la inserción a la columna. La columna muestra cavidad estigmática somera, no dividida con antera apical bastante grande, de color blanco.  Todos los segmentos de color ocre pálido o de color verdoso y los labios más blanquecinos o rosados.

## Distribución
Binotia comprende dos especies epífitas de crecimiento cespitoso en la Mata Atlántica del sureste de Brasil, por lo general crece a la sombra de bosques húmedos.

## Evolución, filogenia y taxonomía
Se propuso por Rolfe en el Orchid Review 13: 296, en 1905.  Binotia brasiliensis (Rolfe) Rolfe, descrita por primera vez por él como Cochlioda brasiliensis es su especie tipo. Las plantas son fáciles de crecer, pero muy rara en las colecciones.
Etimología
El nombre del género es un homenaje a la familia Binot-Verboonen de orchidarium Binot en Petrópolis, en Río de Janeiro. Esta casa de comercio de orquídeas fue fundada por Pedro María Binot en 1870 y todavía está en actividad, es una de las más antiguas de las que se tiene  noticia en el mundo.

## Especies
1. Binotia brasiliensis (Rolfe) Rolfe, Orchid Rev. 13: 296 (1905).
2. Binotia messmeriana Campacci, Bol. CAOB 57: 24 (2005).